# Ban Tong-Asa
Ban Tong-Asa – wieś położona w południowo-wschodnim Laosie, w prowincji Attapu, w dystrykcie Phouvong.